# Willem Peters
Willem Peters   (Meppel, 5 de juliol de 1903 - Zwolle, 30 de març de 1995) va ser un atleta neerlandès, especialista en triple salt, que va competir entre les dècades de 1920 i 1940.
Durant la seva carrera esportiva va prendre part en tres edicions dels Jocs Olímpics d'estiu: el 1924, 1928 i 1932, sempre en la prova de triple salt del programa d'atletisme. El millor resultat el va obtenir el 1932, als Jocs de Los Angeles, on aconseguí la cinquena posició final amb un salt de 14,93 metres.
En el seu palmarès destaquen una medalla d'or al Campionat d'Europa d'atletisme de 1934, sis campionats de l'AAA anglesos i setze campionats nacionals de triple entre 1924 i 1942. Entre 1927 i 1963 va posseir el rècord nacional de triple amb un salt de 15,48 metres.

## Millors marques
- Salt de llargada. 7,07 m (1927)
- Triple salt. 15,48m (1932)[1][3]